# Autumn Kelly
Autumn Patricia Phillips (Montreal, 3 de maig de 1978) és l'esposa de Peter Phillips, fill de la princesa Reial Anna i el capità Mark Anthony Phillips. És el net major de la reina Isabel II del Regne Unit i el príncep Felip, duc d'Edimburg.
Després de graduar de la Universitat McGill a l'any 2002, Kelly va conèixer a Peter Phillips en el seu lloc de naixement, Montreal, Quebec, Canadà. El seu compromís va ser anunciat al juliol de 2007 i es van casar a la Capella Sant Jordi al Castell de Windsor, el 17 de maig de 2008. Tenen una filla anomenada Savannah Anne Kathleen Phillips nascuda el 2010 i una altra anomenada Isla Elizabeth Phillips nascuda el 2012.

## Infància, adolescència i joventut
Autumn i el seu germà bessó Chris van néixer al Canadà, fills de Brian Kelly, un executiu d'una companyia d'electricitat i de Kathleen McCarthy, qui ja tenia un fill anomenat Kevin. Va ser batejada el 18 de juny de 1978 i es va criar a Cedar Park, Pointe-Claire (Montreal), parlant anglès.
Tot i la separació dels seus pares quan Autumn tenia 8 anys, i després que la seva mare es casés en segones núpcies, la família va continuar vivint en el mateix lloc on ella va assistir a una escola primària catòlica i després a la secundària St. Thomas, on es va destacar en esports. Després de graduar-se, va assistir a la Universitat McGill, durant aquest temps va treballar com cambrera, model i actriu, apareixent en la pel·lícula Rainbow de 1996 en el paper de Tigrette Number 31 i en la sèrie de televisió Sirens. Autumn es va graduar de la universitat en l'any 2002 amb una llicenciatura en Arts, especialitzada en Àsia Oriental després de la qual cosa va començar una carrera com a Consultora de Gestió.

## Compromís i matrimoni amb Peter Phillips
Autumn va assistir al Gran Premi de Canadà el 2003, on va conèixer a Peter, qui en aquest moment treballava per a l'equip Williams F1 de la Fórmula 1, però, ella no va saber qui era ell fins a sis setmanes després, quan mirant un programa de televisió especial sobre el 21è aniversari del príncep Guillem de Gal·les, cosí de Peter, el va veure en una foto al costat de la Família Reial Britànica. Després, es va mudar al Regne Unit, vivint en un apartament de Kensington amb Phillips, i a la casa de camp de la Princesa Reial, Gatcombe Park, a l'estat de Gloucestershire, on ella ja havia acceptat una feina en una companyia de computació abans de conèixer-lo, després va treballar com a assistent personal del locutor Michael Parkinson mentre assistia a esdeveniments socials de la reialesa com l'aniversari nombre vuitanta de la Reina. El compromís de Autumn i Peter va ser anunciat pel Palau de Buckingham el 28 de juliol de 2007, la Reina Isabel II els va donar el seu consentiment el 9 d'abril de l'any següent. Abans de les noces, Autumn va haver de convertir-se del catolicisme a l'anglicanisme, ja que en cas contrari Phillips perdria el seu lloc en la línia de successió al tron britànic per les disposicions de l'Acta d'Establiment de 1701. La parella es va casar el 17 de maig de 2008 a la Capella Sant Jordi del Castell de Windsor, el servei va ser dut a terme per David Conner, degà de Windsor, i el vestit de la núvia va ser dissenyat per Sassi Holford. Les seves sis dames de companyia incloïen a Zara Phillips, germana de Peter. La parella va tornar fa poc a Londres després de viure a Hong Kong, on va treballar per al Royal Bank of Scotland. La seva primera filla i primera besneta de la reina Isabel II, Savannah Anne Kathleen Phillips va néixer el 29 de desembre de 2010 al Gloucestershire Royal Hospital. Per la seva doble ciutadania, la nena és la primera ciutadana canadenca en estar tan a prop del tron britànic trobant-se en el lloc número 12 en la línia de successió, tot i pertànyer a la reialesa, Peter Phillips i, per tant, la seva esposa i filla, no posseeixen títols nobiliaris.
A l'octubre de 2011, el matrimoni comunica que està esperant el seu segon fill per al mes de març de 2012.
El 29 de març de 2012 neix la seva segona filla, Isla Elizabeth Phillips.